# Lubuk Kebun
Lubuk Kebun is een bestuurslaag in het regentschap Kuantan Singingi van de provincie Riau, Indonesië. Lubuk Kebun telt 481 inwoners (volkstelling 2010).